# Xabikha
Les milícies xabikha són grups d'homes armats que actuen a Síria, i estan al servei del Partit Baas Àrab i Socialista de Síria que està liderat per la família al-Àssad. La milícia xabikha ha estat acusada per l'oposició siriana de massacrar civils, manifestants i rebels durant la Guerra civil siriana. Els grups de l'oposició del país, alguns governs estrangers, i algunes organitzacions de drets humans, acusen a la milícia xabikha de ser una eina del règim sirià, de treballar com a mercenaris per al règim, i caçar als dissidents i als presos polítics. La milícia xabikha ha estat acusada de cometre diverses atrocitats, es creu que l'organització xabikha va participar en la massacre de Hula.